# Kontovazena
Kontovazena este un oraș în Grecia în prefectura Arcadia.